# Oosterbeek
Oosterbeek est un village situé dans la commune néerlandaise de Renkum, dans la province de Gueldre. Le 1er janvier 2008, le village comptait 11 138 habitants.
Le village accueillit en 1954 une conférence du groupe Bilderberg dans l'hôtel Bilderberg qui donna son nom au groupe. Le village abrite le siège de la région de Hollande des missionnaires de Mill Hill.
Le musée Airborne Hartenstein, un musée sur la bataille d'Arnhem, a été créé en 1949. D'abord installé dans le château de Doorwerth tout près du Rhin, il est, depuis le 11 mai 1978, situé dans l'ancien quartier général des troupes britanniques, une ancienne auberge, connue dès 1728 sous le nom Het Rode Hert (Le Cerf rouge).

## Personnalités liées à la ville
- Antoinette Jelgersma, actrice, y est née ;
- Iris Hesseling, actrice, y est née.

## Galerie

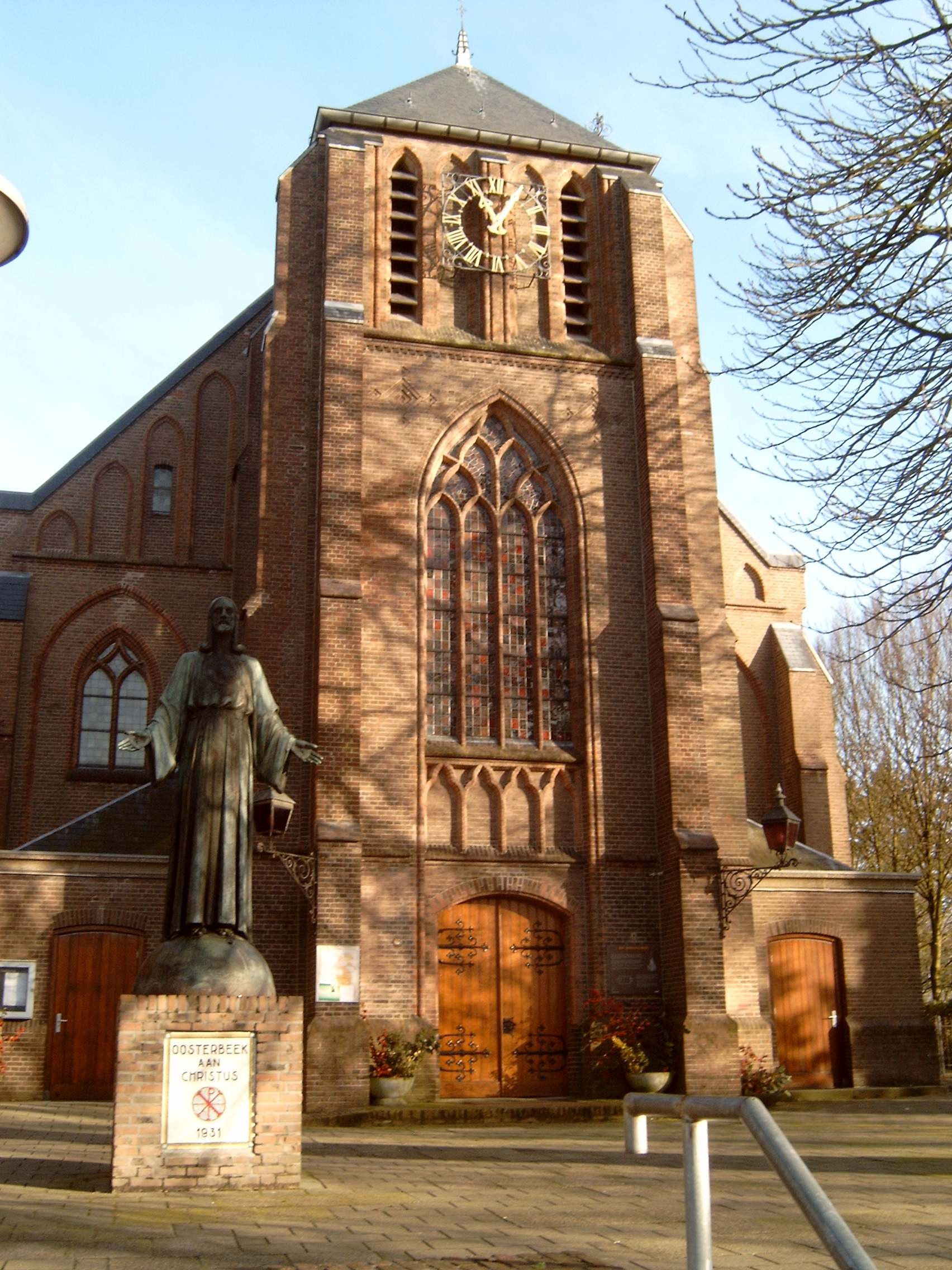
L'église Sint Bernulphus, datant de 1884.
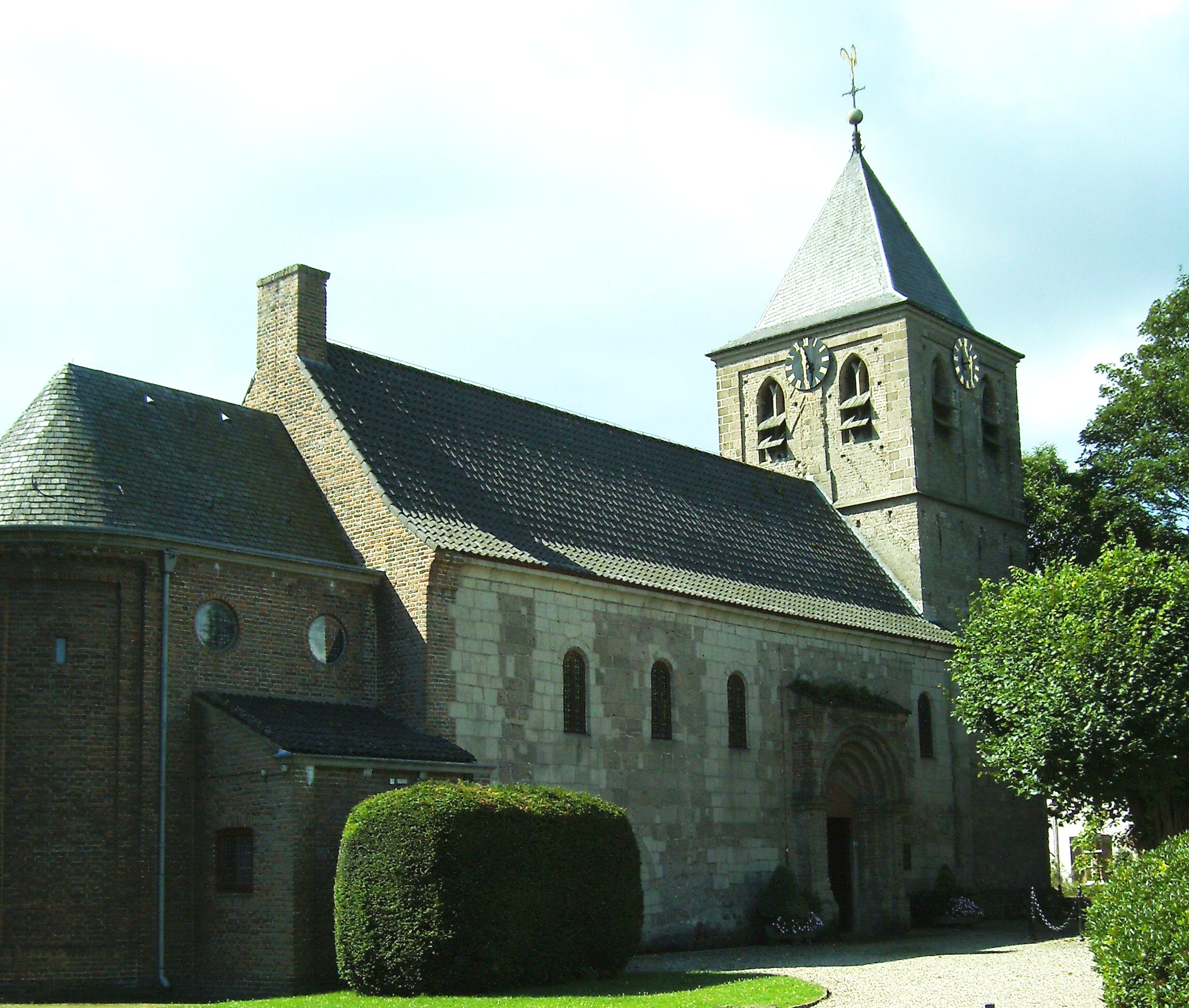
Temple réformé.
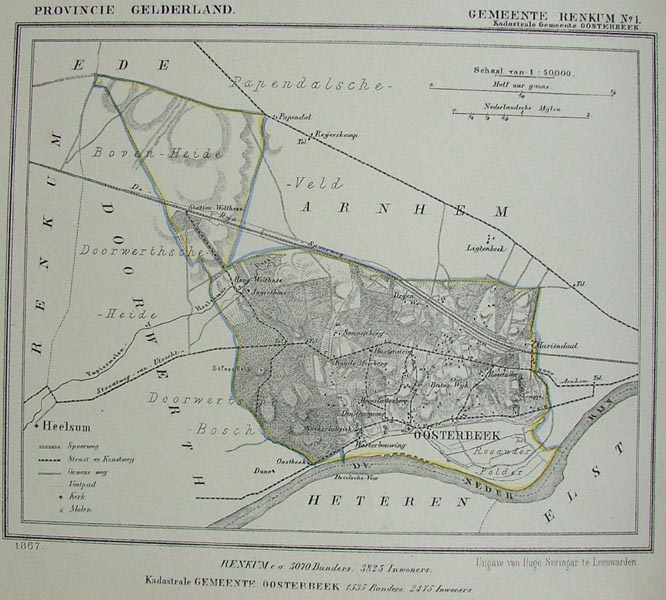
Carte d'Oosterbeek (1867).
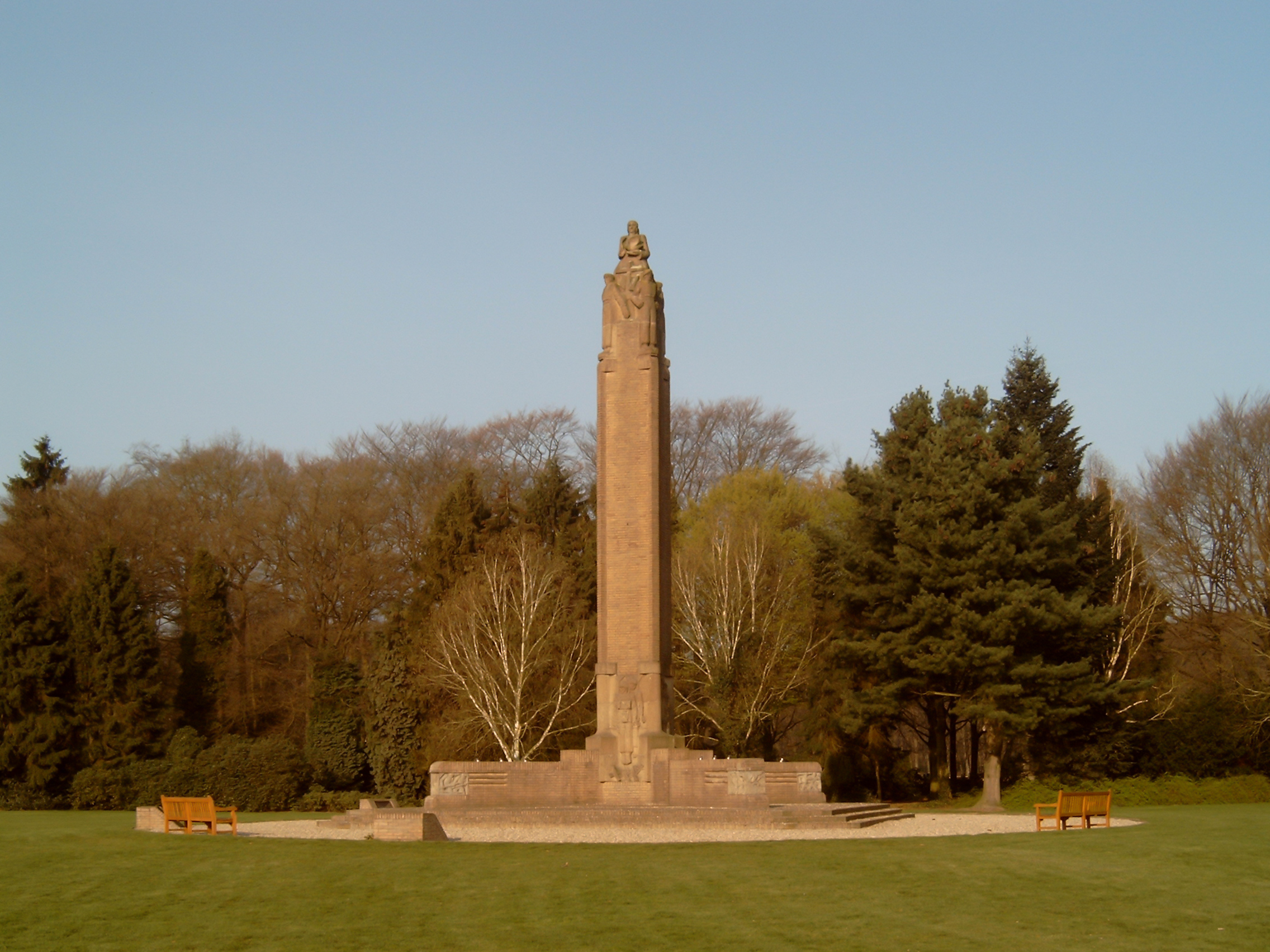
Monument de guerre.
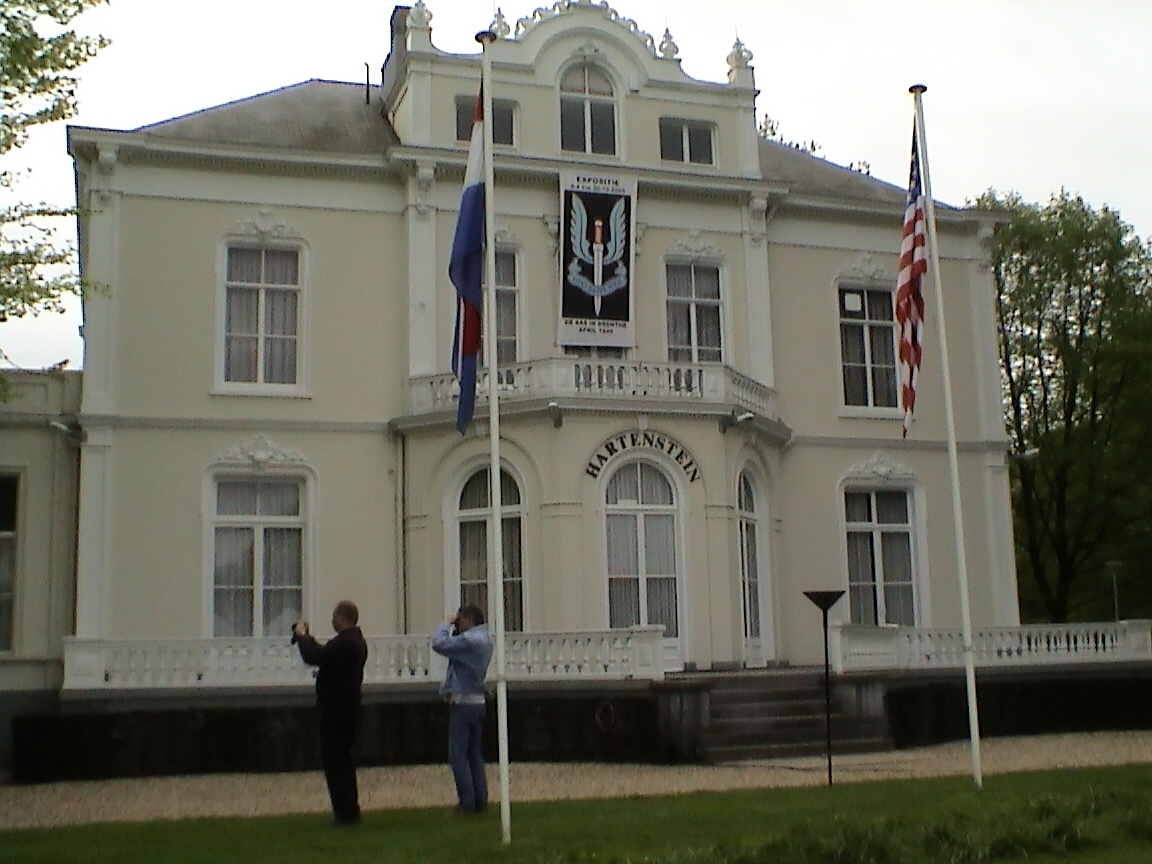
Le musée Airborne Hartenstein, musée sur la bataille d'Arnhem.
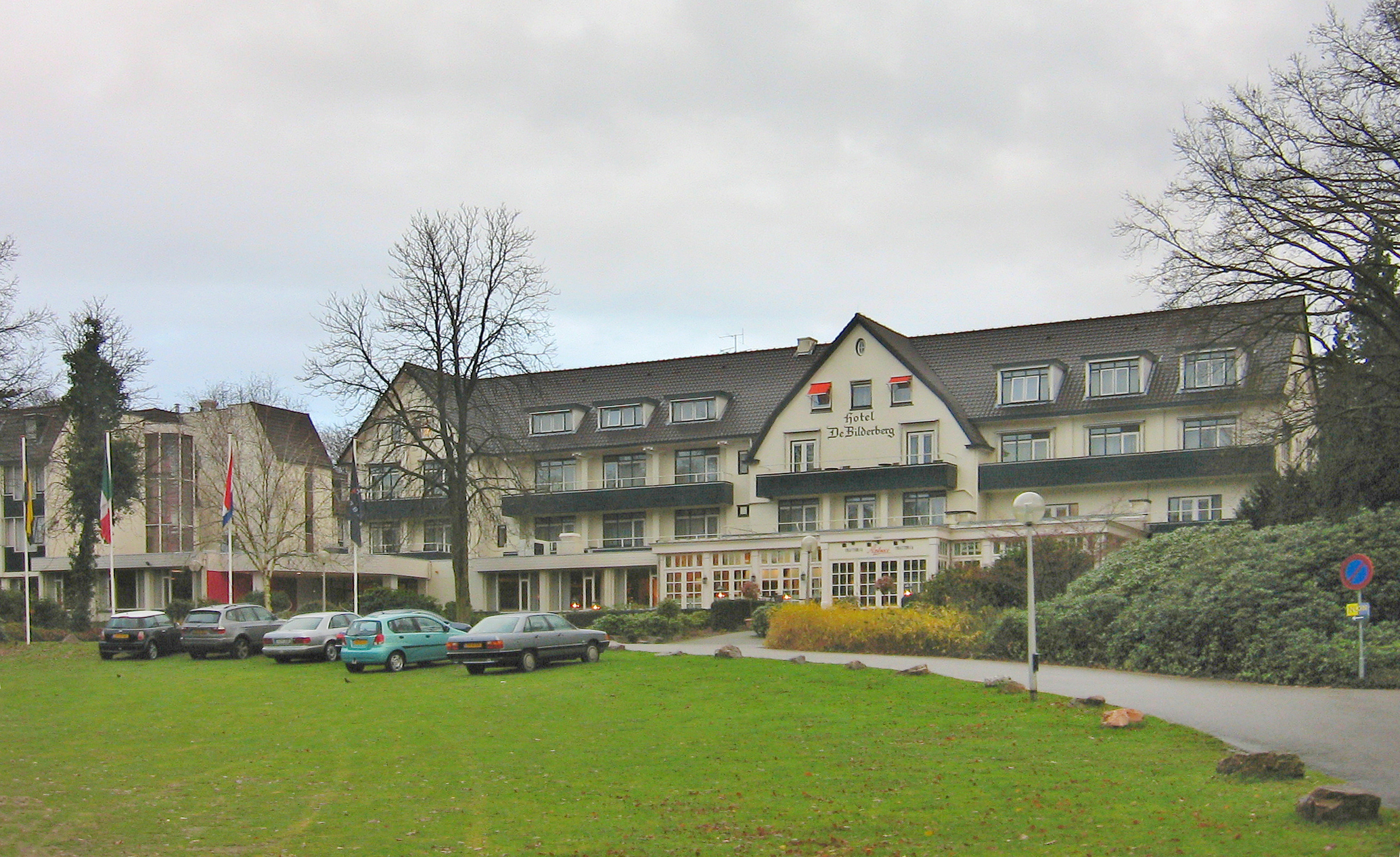
Hôtel Bilderberg, lieu de la première conférence du groupe Bilderberg en 1954.